# Mari Fasting
Mari Fasting, född den 1 mars 1985 i Moss är en norsk orienterare som ingick i stafettlaget som tog brons vid VM 2012. Vid junior-VM 2005 tog hon två guldmedaljer, i stafett och långdistans.